# أنتوني ألدا
أنتوني ألدا (بالإنجليزية: Antony Alda)‏ مواليد 9 ديسمبر 1956 في فرنسا - الوفاة 03 يوليو 2009 في لوس أنجلوس، هو ممثل أمريكي بدأ مسيرته الفنية سنة 1965. امتدت مسيرته الفنية لأكثر من 39 عاما. درس في مدرسة جوليارد.

## الأعمال

### أفلام
- ثلاث عملات في النافورة (1968) (بدور: جينو)
- ملفن وهاورد (1980) (بدور: تيري)
- الكنز الوطني (2004)

### مسلسلات
- كولمبو (1978) (بدور: ماريو)
- كوينسي إم إي (1983)
- نوتز لاندينغ (1985) (بدور: ريك إليوت)
- هانتر (1987) (بدور: دينو)
- أيام حياتنا (1990)

## وصلات خارجية
- أنتوني ألدا على موقع IMDb (الإنجليزية)
- أنتوني ألدا على موقع روتن توميتوز (الإنجليزية)
- أنتوني ألدا على موقع ألو سيني (الفرنسية)
- أنتوني ألدا على موقع قاعدة بيانات الأفلام السويدية (السويدية)
- أنتوني ألدا على موقع قاعدة بيانات الفيلم (الإنجليزية)
- أنتوني ألدا على موقع كينوبويسك (الروسية)